# Mejerstjärnen
Mejerstjärnen är en sjö i Ånge kommun i Medelpad och ingår i Ljungans huvudavrinningsområde. Sjön har en area på 0,0934 kvadratkilometer och ligger 324,3 meter över havet. Mejerstjärnen ligger i Helvetesbrännan (södra) Natura 2000-område. Sjön avvattnas av vattendraget Rångebäcken.

## Delavrinningsområde
Mejerstjärnen ingår i det delavrinningsområde (694210-147572) som SMHI kallar för Mynnar i Vattenån. Medelhöjden är 389 meter över havet och ytan är 6,29 kvadratkilometer. Räknas de 5 avrinningsområdena uppströms in blir den ackumulerade arean 17,91 kvadratkilometer. Rångebäcken som avvattnar avrinningsområdet har biflödesordning 4, vilket innebär att vattnet flödar genom totalt 4 vattendrag innan det når havet efter 133 kilometer. Avrinningsområdet består mestadels av skog (98 procent). Avrinningsområdet har 0,16 kvadratkilometer vattenytor vilket ger det en sjöprocent på 2,5 procent.